# ブルー・ペパーズ
ブルー・ペパーズは、福田直木と井上薫からなる日本の音楽ユニットである。2015年活動開始。略称は「ブルペパ」。

## メンバー
- 福田直木（ふくだ なおき、1992年9月17日 - ）東京都渋谷区出身。中学生の頃に通っていたドラム教室でJeff Porcaroのプレイに感銘を受けたことがきっかけとなりAORやフュージョンに興味を持つようになる。DJとしてのイベントへの参加やディスクガイドの執筆、コンピレーション・アルバムの選曲を担当するなど音楽の啓蒙にも積極的である。ライブでは主にボーカルを努めるが、制作においては作曲のほかギターやキーボードなど様々な楽器を演奏する。趣味はカレー屋巡り。千葉ロッテマリーンズのファン。

- 井上薫（いのうえ かおる、1993年4月20日 - ）香川県高松市出身。 幼少期よりヤマハ音楽教室に通いエレクトーンを通して鍵盤楽器の演奏技術や楽典の基礎などを身につける。その後は森俊之に師事しつつ[1]個人でも作編曲家や演奏家として活動し、過去には矢沢永吉、高中正義、角松敏生、Chara、古内東子、テヨンなど幅広い世代・ジャンルのアーティストのライブやレコーディングに参加している。

## 概説
慶應義塾高等学校在学中に共通の知人を介して出会う。当時はDTMという形で音楽を制作している同年代がまだ少なかったこと、音楽的な趣味が近かったこと、偶然にも互いの使用するDAWが同じであったことなどから意気投合する。
互いの楽曲データを送り合い、福田が作りかけている曲に対して井上が勝手に続きを付け足したりその逆を行うなど、特に目標を持たぬまま単純な趣味として共に音楽を作るようになる（この時期に大本が制作された楽曲としては「6月の夢」「面影」などが存在する）。
その後、慶應義塾大学に進学してからも同様に趣味で作曲活動を続けていたが、周囲の就職活動が本格化するタイミング（2015年当時は大学4年生になる時期が一般的であった）で井上から福田に対し「せっかくだから今まで作った楽曲を形にしてみよう。」と提案したことがきっかけで、ようやく人に聴かせる目的での音源制作が始まった。そこで完成したものが後述の『ブルー・ペパーズEP』である。

## ディスコグラフィー

### シングル
- 『6月の夢／汗は甘い口づけ』- アナログ7インチシングル 2016年1月20日発売（VIVID SOUND CORPORATION）HR7S010
  1. 6月の夢 feat.佐々木詩織
  2. 汗は甘い口づけ

- 『ずっと／秋風のリグレット』- アナログ7インチシングル 2017年7月28日発売（VIVID SOUND CORPORATION）VSEP-828
  1. ずっと feat.佐々木詩織
  2. 秋風のリグレット
  3. ずっと(Instrumental)　※付属のCD版のみ収録
  4. 秋風のリグレット(Instrumental)　※付属のCD版のみ収録

- 『Believe in Love／マリンスノーの都市 feat. 佐々木詩織』- アナログ7インチシングル 2020年1月29日発売（VIVID SOUND CORPORATION）VSEP-850

1. Believe in Love
2. マリンスノーの都市 feat. 佐々木詩織

### アルバム
- 『ブルー・ペパーズEP』- 2015年10月7日発売（VIVID SOUND CORPORATION）VSCD-3144
  1. 6月の夢 feat.佐々木詩織
  2. 面影
  3. 汗は甘い口づけ
  4. Eventide (Interlude)
  5. 星空と孤独のマスカレード
  6. Calling feat. 佐柳太一

- 『Retroactive』- 2017年11月15日発売（VIVID SOUND CORPORATION）VSCD-3196
  1. 八月の影法師
  2. 秋風のリグレット
  3. ふたりの未来 feat.佐々木詩織
  4. 6月の夢 feat.佐々木詩織
  5. さみだれダイアリー
  6. 汗は甘い口づけ
  7. ずっと feat.佐々木詩織
  8. コバルトブルー feat.星野みちる
  9. Interlude
  10. サーチライト
  11. 秋霜
- 『SYMPHONY』- 2021年12月8日発売（VIVID SOUND CORPORATION）VSCD3226
  1. I'll Be There
  2. シンフォニー
  3. マリンスノーの都市 feat. 佐々木詩織
  4. Owl's Manner
  5. Believe in Love
  6. 硝子の日々 feat. 清浦夏実 (TWEEDEES)
  7. アカシア
  8. 道

### アナログ盤
- 『Retroactive』（2018年6月13日発売、VIVID SOUND CORPORATION VSLP4018）

## ラジオ
2018年より横浜エフエム放送の木曜日　25：30～26：00「Crossover Laboratory」のメインパーソナリティを福田直木が担当、AORやフュージョン、ブラックコンテンポラリーなどを紹介している。